# Рейнський союз
Рейнський союз (нім. Rheinbund, фр. Confédération du Rhin) — об'єднання низки німецьких держав під протекторатом Наполеона I, створене відповідно до договору між Французькою імперією і 16 державами Західної і Південної Німеччини. Підписаний 12 липня 1806 року в Парижі, проіснував до 1813 року.

## Історія
Наполеонівські війни і Німецька медіатизація перекроїли мапу Німеччини: з 51 вільного міста Наполеон залишив лише п'ять, решта ж були передані десятку найбільших держав. Та ж доля спіткала сотні дрібних князівств, церковні володіння і землі імперських лицарів.
При підписанні договору про створення Рейнського союзу 12 липня 1806 16 південно- і західнонімецьких князівств офіційно оголосили про свій вихід з Священної Римської імперії і об'єднання в конфедерацію під патронажем Наполеона. Перед підписанням Наполеон поставив перед учасниками 24-годинний ультиматум, за яким у разі непідписання французькі війська повинні були бути введені в південно-і західнонімецькі землі. За кілька днів після укладення договору Рейнського союзу Франц II, який став у 1804 імператором Австрійської імперії, зрікся престолу Священної Римської імперії німецької нації і оголосив про її скасування. Це було також виконанням ультиматуму Наполеона.
До 1808 до Рейнського союзу приєдналися ще 23 німецькі держави. Вже внаслідок поразки Пруссії проти Франції в Битві під Єною до його складу увійшли багато центрально-і північнонімецьких дрібних держав. У 1808 Рейнський союз досяг своїх найбільших розмірів. Він охоплював чотири королівства, п'ять великих герцогств, тринадцять герцогств, сімнадцять князівств, а також незалежні ганзейські міста Гамбург, Любек і Бремен. Останнім до Рейнського союзу приєднався князь Ангальт-Дессауський і отримав у відповідь титул герцога. Осторонь залишилися лише Пруссія і Австрія. У 1810 великі частини північної Німеччини, що включають гирла Емсу, Везеру і Ельби, були анексовані безпосередньо наполеонівською Францією, щоб краще контролювати континентальну блокаду Англії.
Рейнський союз був значною мірою військовим альянсом, а його члени були зобов'язані надавати Франції численні військові контингенти. У відповідь багато з них були підняті в статусі (Баден, Гессен-Дармштадт, герцогства Клеве і Берг стали великими герцогствами, а Вюртемберг і Баварія — королівствами), а також досягли часом великого розширення своїх володінь. Дружнім собі Рейнським союзом Наполеон створив значний буферний простір на північному сході Франції. Від рішень Наполеона Рейнський союз залежав не тільки у військовій сфері, але й у рамках континентальної блокади Англії, і в торговельній політиці.
За договором Рейнський союз повинен був мати загальні конституційні органи, що, проте, незабаром було відкинуто внаслідок прагнення більших членів союзу до самостійності. Бундестаг, організований головуючим князем Карлом Теодором фон Дальберг, так і не зібрався, оскільки в ньому відмовлялися брати участь насамперед Вюртемберг і Баварія.
У 1813, після поразки Наполеона в Битві народів під Лейпцигом, Рейнський союз розпався. На сьогодні єдиним його членом, що зберіг незалежність, є князівство Ліхтенштейн.

## Склад союзу
У наступних таблицях перераховані члени Рейнського союзу з датами вступу і виставленими військовими контингентами (в дужках):

### Королівства і великі герцогства
| Прапор | Монархія                                                                      | Рік приєднання    | Примітки                                                                                |
| ------ | ----------------------------------------------------------------------------- | ----------------- | --------------------------------------------------------------------------------------- |
|        | Велике герцогство Баденське                                                   | 12 липня 1806     | Фундатор; раніше маркграфство (8000)                                                    |
|        | Баварське королівство                                                         | 12 липня 1806     | Фундатор; раніше герцогство (30,000)                                                    |
|        | Велике герцогство Берзьке                                                     | 12 липня 1806     | Фундатор; раніше Берзьке герцогство, до якого було приєднано Клевське герцогство (5000) |
|        | Велике герцогство Гессенське                                                  | 12 липня 1806     | Фундатор; раніше ландграфство (4000)                                                    |
|        | Терени ерцканцлера (Регенсбурзьке архієпископство, Ашаффенбурзьке князівство) | 12 липня 1806     | Фундатор; з 1810 — Велике герцогство Франкфуртське                                      |
|        | Саксонське королівство                                                        | 11 грудня 1806    | Колишнє герцогство (20,000)                                                             |
|        | Вестфальське королівство                                                      | 15 листопада 1807 | Створено Наполеоном (25,000)                                                            |
|        | Вюртемберзьке королівство                                                     | 12 липня 1806     | Фундатор; раніше герцогство (12,000)                                                    |
|        | Велике герцогство Вюрцбурзьке                                                 | 23 вересня 1806   | Створено Наполеоном (2000)                                                              |

### Князівства і герцогства
| Прапор | Монархія                                    | Рік приєднання  | Примітки                                                                                                  |
| ------ | ------------------------------------------- | --------------- | --- |
|        | Ангальт-Бернбурзьке герцогство              | 11 квітня 1807  | (700) |
|        | Ангальт-Дессауське герцогство               | 11 квітня 1807  | (700) |
|        | Ангальт-Кетенське герцогство                | 11 квітня 1807  | (700) |
|        | Аренберзьке герцогство                      | 12 липня 1806   | Фундатор; медіатизовано 13 грудня 1810 (4000)                                                             |
|        | Гогенцоллерн-Гехінгенське князівство        | 12 липня 1806   | Фундатор (4000)                                                                                           |
|        | Гогенцоллерн-Зігмарінгенське князівство     | 12 липня 1806   | Фундатор (4000)                                                                                           |
|        | Ізенбург-Бирштайнське князівство            | 12 липня 1806   | Фундатор (4000)                                                                                           |
|        | Ляєнське князівство                         | 12 липня 1806   | Фундатор; колишнє графство (4000)                                                                         |
|        | Ліхтенштейнське князівство                  | 12 липня 1806   | Фундатор (40)                                                                                             |
|        | Ліппе-Детмольдське князівство               | 11 квітня 1807  | (650) |
|        | Мекленбург-Шверінське герцогство            | 22 березня 1808 | (1900) |
|        | Велике герцогство Мекленбург-Штреліцьке     | 18 лютого 1808  | (400) |
|        | Нассауське герцогство (Узинген і Вайльбург) | 12 липня 1806   | Об'єднання князівств Нассау-Узинген і Нассау-Вайльбург, що були фундаторами Рейнського союзу (4000 кожне) |
|        | Ольденбурзьке герцогство                    | 14 жовтня 1808  | 13 грудня 1810 анексовано Францією (800)                                                                  |
|        | Ройсс-Еберсдорфське князівство              | 11 квітня 1807  | (400) |
|        | Ройсс-Грайцьке князівство                   | 11 квітня 1807  | (400) |
|        | Рейсс-Лобенштайнське князівство             | 11 квітня 1807  | (400) |
|        | Рейсс-Шлейцьке князівство                   | 11 квітня 1807  | (400) |
|        | Зальмське князівство                        | 25 липня 1806   | Фундатор; 13 грудня 1810 анексовано Францією (4000)                                                       |
|        | Саксен-Кобург-Заальфельдське герцогство     | 15 грудня 1806  | (частина от 2000 для саксонських герцогств)                                                               |
|        | Саксен-Гота-Альтенбурзьке герцогство        | 15 грудня 1806  | (частина от 2000 для саксонських герцогств)                                                               |
|        | Саксен-Гильдбурггаузенське герцогство       | 15 грудня 1806  | (частина от 2000 для саксонських герцогств)                                                               |
|        | Саксен-Майнінгенське герцогство             | 15 грудня 1806  | (частина от 2000 для саксонських герцогств)                                                               |
|        | Саксен-Веймарське герцогство                | 15 грудня 1806  | (частина от 2000 для саксонських герцогств)                                                               |
|        | Шаумбург-Ліппське князівство                | 11 квітня 1807  | (650) |
|        | Шварцбург-Рудольштадтське князівство        | 11 квітня 1807  | (650) |
|        | Шварцбург-Зондерсхаузенське князівство      | 11 квітня 1807  | (650) |
|        | Вальдек-Пірмонтське князівство              | 11 квітня 1807  | (400) |

## Карти

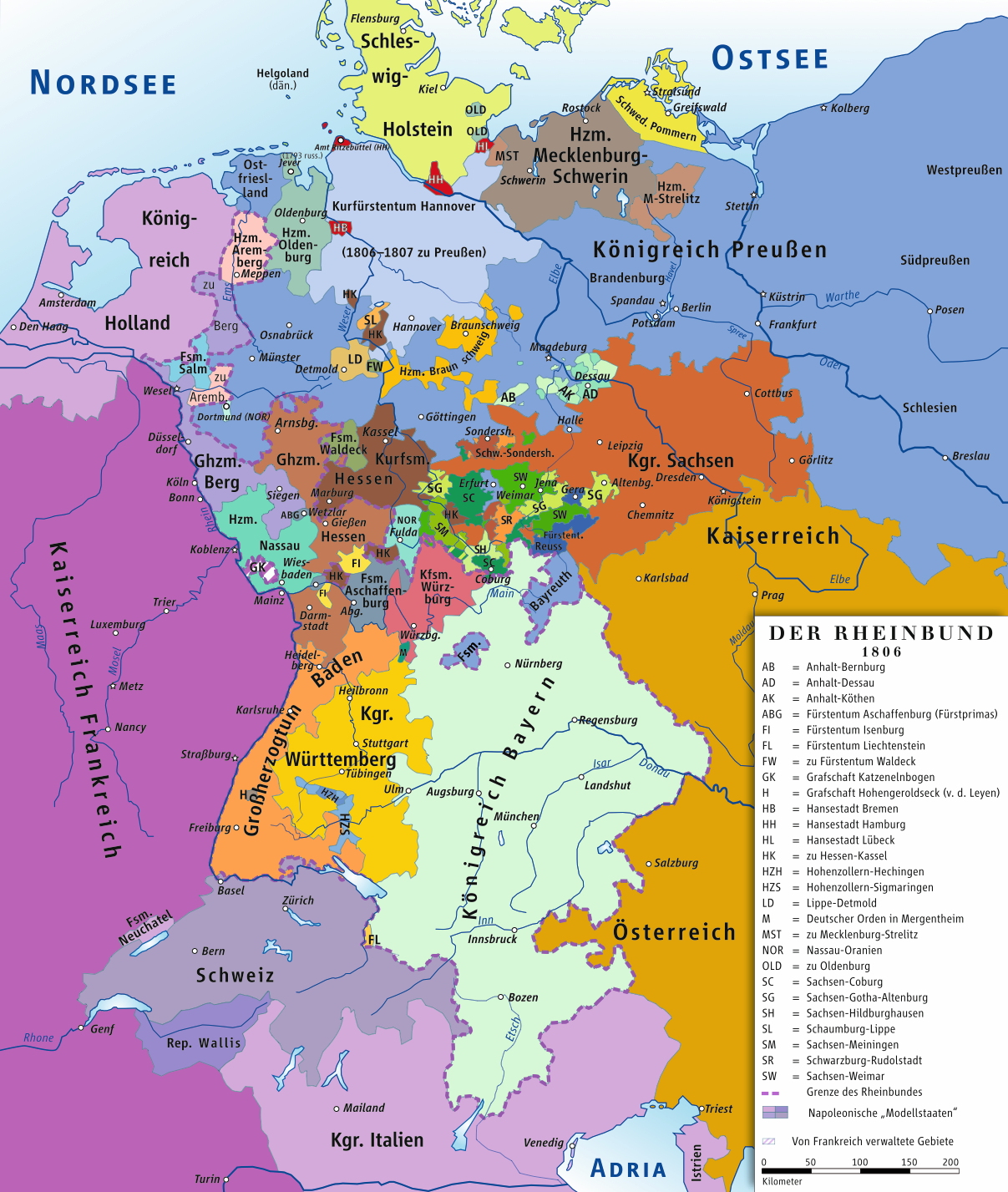
Рейнський союз у 1806 р.
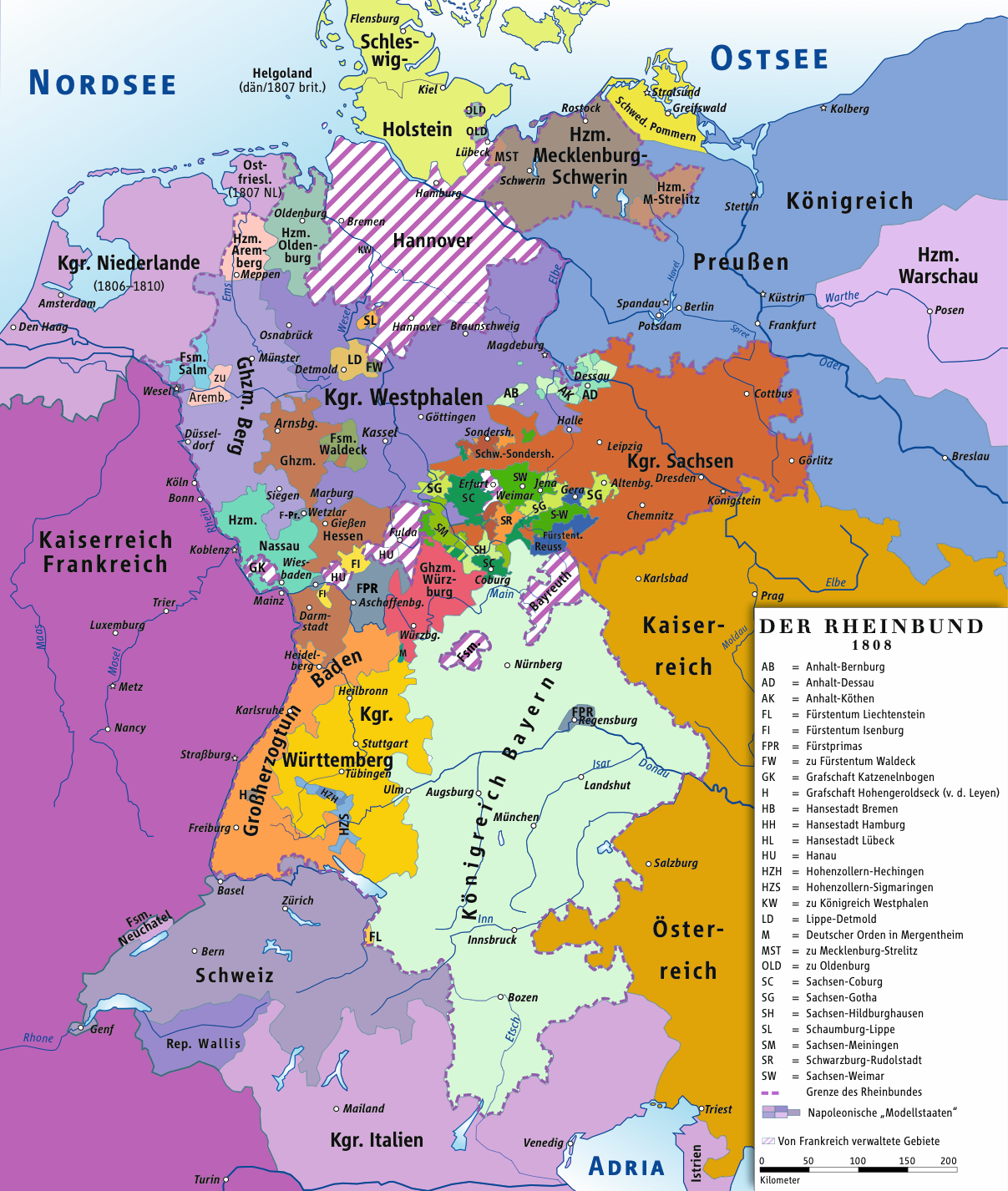
Рейнський союз у 1808 р.
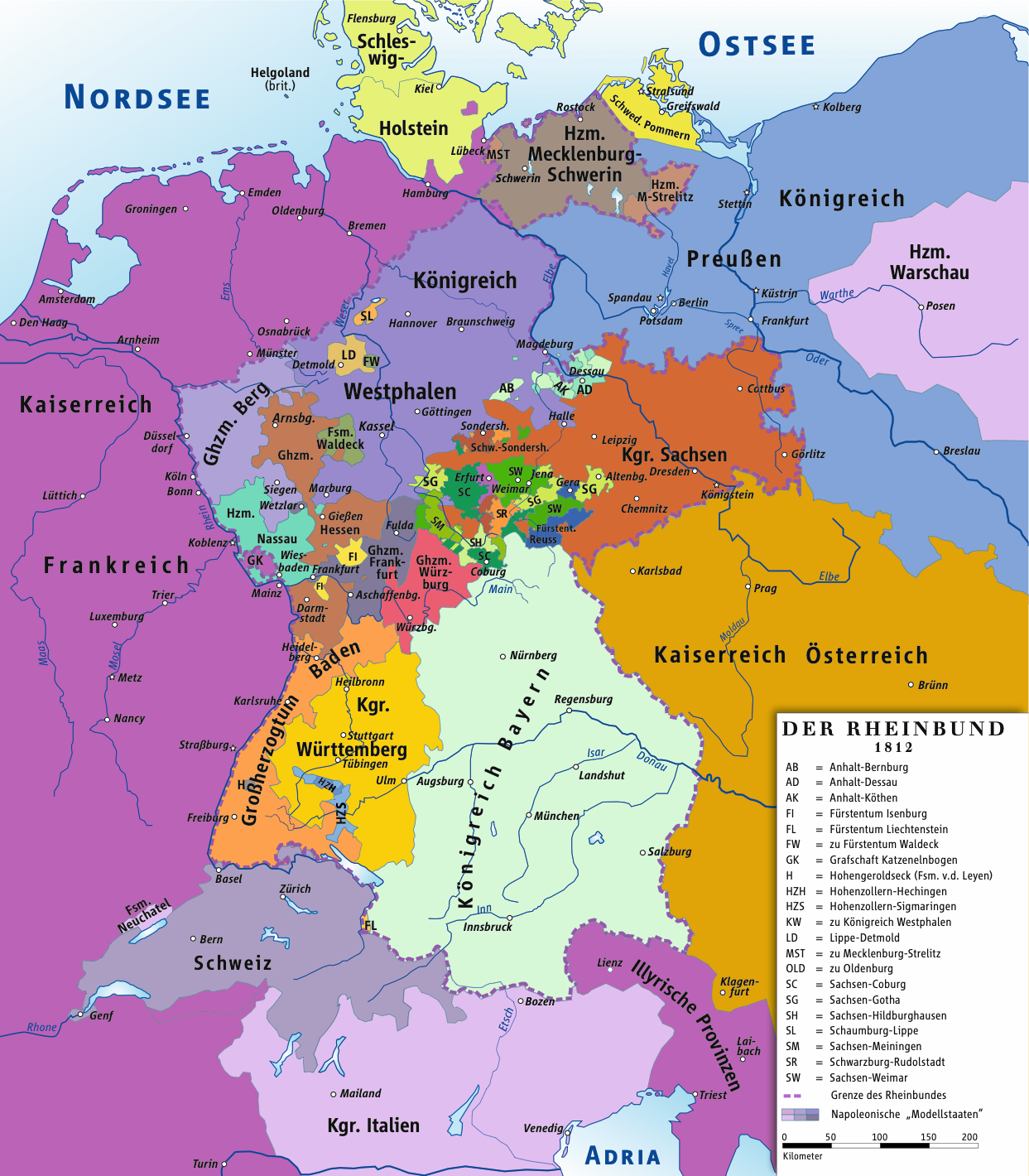
Рейнський союз у 1812 р.